# Río James (Dakotas)

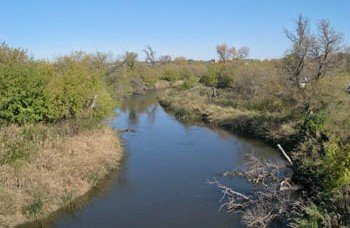
El río James cerca de Jamestown (Dakota del Norte).

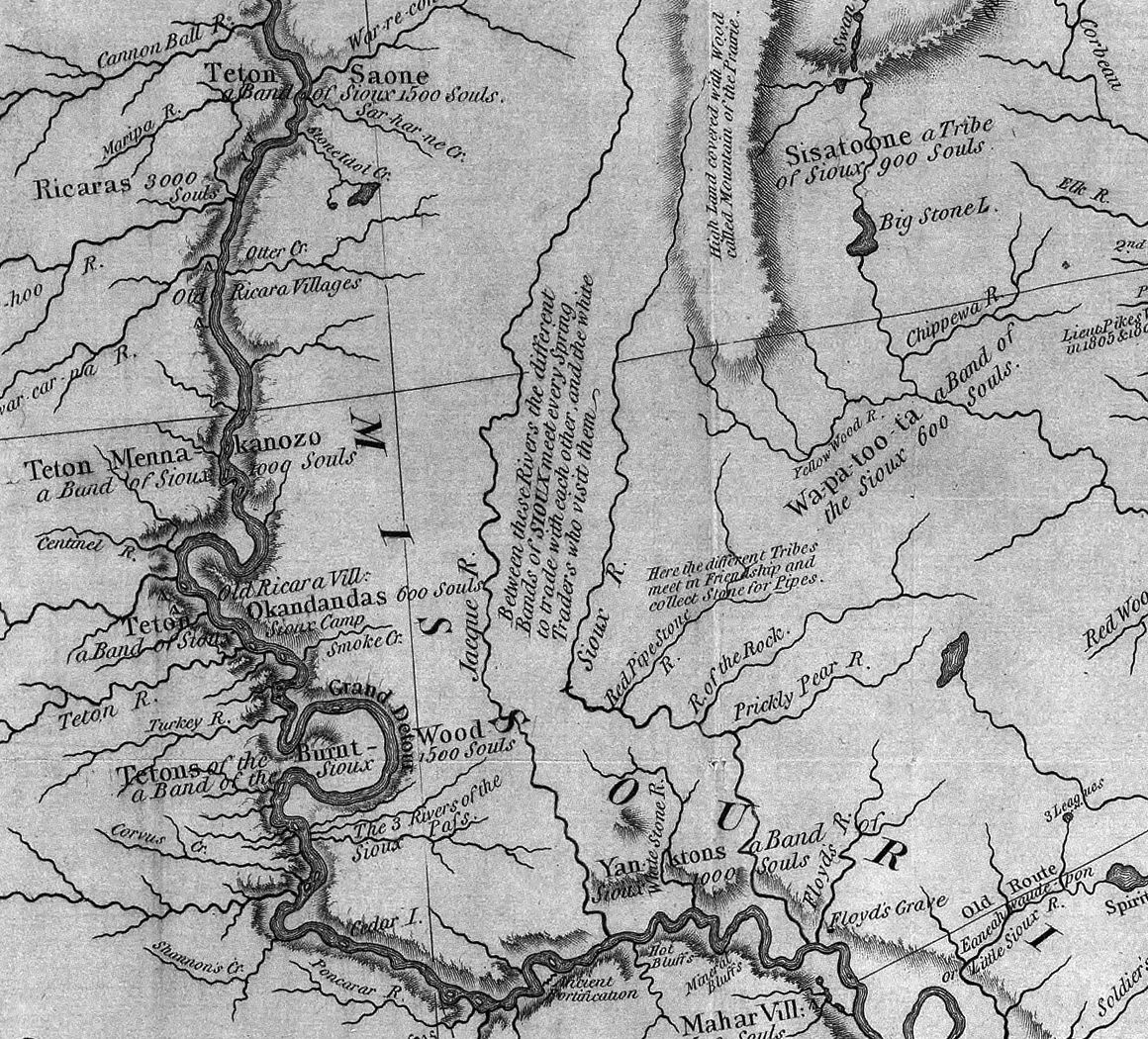
Este extracto del Mapa de Lewis y Clark de 1814 muestra los ríos del oeste de Iowa y Dakota del Sur oriental. El río James (Jacque) está en la parte izquierda del mapa.

El río James (del inglés: James River), conocido también como río Jim o río Dakota, es un largo río del norte de Estados Unidos que fluye en dirección sur a través de los estados de Dakota del Norte y Dakota del Sur hasta desaguar en el río Misuri —del que es su cuarto más largo afluente, tras los ríos Platte, Kansas y Milk— en la frontera con Nebraska. Tiene una longitud de 1143 km y drena una cuenca de 53 491 km².

## Geografía
El río constituye el principal drenaje de las tierras bajas de la llanura de las Dakotas, la región entre las dos meseta conocidas como la Coteau de Missouri y la Coteau de las Praderas. Esta estrecha zona se formó por el lóbulo de un glaciar durante la última edad de hielo, y como consecuencia de ello, la cuenca del río es estrecha y tiene muy pocos afluentes de importancia. El río James tiene la poco dudosa distinción de ser el río no navegable más largo del mundo. 
El río James nace en el condado de Wells, en Dakota del Norte, aproximadamente a unos 15 km al noroeste de Fessenden (625 hab en 2000). Fluye al principio en dirección este, hacia Nueva Rockford (1.463 hab.), para, a continuación, dirigirse al SSE a través de la parte oriental de Dakota del Norte. Pasa por Jamestown, en el primero de los tramos en que el río está embalsado (embalse de la presa de Jamestown) y, a continuación, recibe al río Pipestem. Sigue en la misma dirección y entra en Dakota del Sur por su parte noreste, por el condado de Brown, donde vuelve a estar embalsado por dos grandes presas al noreste de Aberdeen. Sigue cada vez más en dirección sur y al llegar a Columbia (140 hab.), recibe al río Elm. Que fluye hacia el sur en la zona oriental de Dakota del Sur, atraviesa las ciudades de Huron (11.893 hab.) y Mitchell (14.558 hab.), en la que se une el Firesteel Creek. Al sur de Mitchell, avanza en dirección sureste y deagua en el río Misuri al este de Yankton (13.528 hab.).

## Origen del nombre
Originalmente el río era llamado por las tribus de Dakota «E-ta-po-zi-ka-se Wakpa», literalmente el «río innavegable». Luego, los exploradores franceses le conocieron como «Rivière aux Jacques». En el momento en que se incorporó el Territorio de Dakota, ya era llamado «James River» (río James). Este nombre le fue otorgado por Thomas L. Rosser, un exgeneral confederado que ayudó a construir el Ferrocarril del Norte del Pacífico a través de Dakota del Norte. Natural de Virginia, llamó al asentamiento (Jamestown) y al río con igual nombre de la colonia de Jamestown, en Virginia. (La coincidencia del antiguo nombre francés «Jacques» traducido directamente como «James» en inglés es de destacar.) 
Sin embargo, la Ley Orgánica de 1861 que formaba el territorio renombró el río como río Dakota. No tuvo mucha fortuna el nuevo nombre, ya que generalmente es conocido por su nombre anterior a 1861.